# Luis Gómez Laguna
Luis Gómez Laguna (Zaragoza, 1907 - Zaragoza, 12 de marzo de 1995) fue un político español que entre 1954 y 1966 fue alcalde de Zaragoza.
Nacido en Zaragoza, estudió en el colegio de los jesuitas y posteriormente se licenció en Derecho y Letras. En enero de 1935 se afilió a Falange Española, y tras producirse el golpe de julio de 1936 se presentó como voluntario en las escuadras represivas falangistas. Su colaboración con el bando franquista en la guerra civil española incluyó también la tarea de traductor de la Legión Cóndor y comandante de una compañía de esquiadores. Entró en la política local durante la posguerra.
Fue elegido concejal en 1939, responsabilizándose del área de Hacienda. Ocupó varios puestos clave en el mundo empresarial de la Zaragoza de la época como la presidencia de la Cámara de Comercio de Zaragoza entre 1943 y 1944, una consejería en los Bancos de Aragón y de Crédito de Zaragoza o de compañías como Cementos Portland. En 1954 fue elegido alcalde. Durante su mandato se realizaron importantes obras como la reforma del Paseo de la Independencia, Plaza del Pilar, Estadio de La Romareda, el paso a desnivel de Delicias o Puente de Santiago. Su alcaldía duró hasta 1966 cuando fue elegido procurador en las Cortes franquistas en representación del tercio familiar.
Perteneció a diversas sociedades de gran calado social como la Real Sociedad Económica Aragonesa de Amigos del País, el Ateneo de Zaragoza o la Real Academia de Bellas Artes de San Luis. En sus últimos años, fue presidente de los Caballeros del Pilar. Hoy en día una de las principales avenidas de Zaragoza se llama así en su honor.
| Predecesor: José María García Belenguer | Alcalde de Zaragoza 1954 - 1966 | Sucesor: Cesáreo Alierta |